# Clic (fonètica)
Un clic és un tipus de so no pneumàtic, és a dir, produït sense fer servir el corrent d'aire provinent de l'expiració (ni tampoc el corrent d'aire inspirat de l'exterior).
Un clic consisteix en una doble oclusió bucal: la zona dorso-velar de la llengua i un altre punt de la boca (incloent-hi els dos llavis) bloquen l'aire que, de sobte, resta enrarit. La depressió creada s'omple ràpidament, de tal manera que hom relaxa el segon punt, la qual cosa provoca una implosió breu —clarament audible— que s'assembla a un espetec.
Els clics es poden pronunciar independentment de qualsevol moviment respiratori. Per tant, és possible emetre clics a un ritme diferent de la respiració o fins i tot respirar a través del nas normalment mentre s'emeten, cosa que no podem fer quan produïm sons expiratoris (o inspiratoris), que depenen totalment de la respiració (no és possible, per exemple, parlar sense respirar).
Els clics es consideren sons consonàntics i tenen diversos punts d'articulació: poden ser bilabials, dentals, alveolars, palatals, velars, faringis, etc.
Els clics són característics de les llengües khoisànides, uns idiomes parlats pels pobles khoisan, a l'Àfrica meridional occidental. Amb valor fonològic, és a dir, amb significació lingüística, no existeixen en cap altra llengua del món.
En català també fem clics, però sense valor fonològic, ja que només s'empren en la comunicació no verbal. En serien exemples el so d'un bes o el so que es fa per a fer córrer més les haveries o animals de peu rodó.